# Liste öffentlicher Bücherschränke in Vorarlberg
Dieser Artikel enthält öffentliche Bücherschränke in Vorarlberg und erhebt keinen Anspruch auf Vollständigkeit.

## Statistik
Derzeit sind in Vorarlberg 47 öffentliche Bücherschränke erfasst (Stand: 21. August 2025).

## Liste öffentlicher Bücherschränke gereiht nach Gemeinde
| Bild                                                 | Ausführung    | Gemeinde                         | Bezirk    | Seit          | Anmerkung | Lage                                                                  |
| ---------------------------------------------------- | ------------- | -------------------------------- | --------- | ------------- | --- | --------------------------------------------------------------------- |
|                                                      | Bücherschrank | Altach                           | Feldkirch | 23. Apr. 2015 | Der „Offene Bücherschrank“ beim „Spielplatz im Zentrum“ am Dorfplatz ist eine gemeinsame Initiative der Gemeinde Altach, der örtlichen Bibliothek sowie der Volksschule und wurde im Rahmen der Feierlichkeiten zum Welttag des Buches eröffnet | ⊙ Schulstraße 3, 6840 Altach                                          |
|                                                      | Bücherschrank | Altach                           | Feldkirch | 23. Apr. 2015 | Der „Offene Bücherschrank“ im Pausenhof der Volksschule ist eine gemeinsame Initiative der Gemeinde Altach, der örtlichen Bibliothek sowie der Schule und wurde im Rahmen der Feierlichkeiten zum Welttag des Buches eröffnet. | ⊙ Berkmannweg 2 / Nähe Bahnstraße 5, 6840 Altach                      |
|                                                      | Bücherregale  | Bludenz                          | Bludenz   | 2020          | Die zwei Bücherregale wurden im Herbst 2020 als Ersatz für einen vorher in der Mühlgasse stehenden Bücherschrank, welcher der Innenstadtsanierung weichen musste, von der Institution „Integra Vorarlberg“ vor dem „Sprungbrett Lädele“ der Caritas aufgestellt. | ⊙ Sturnengasse 20, 6700 Bludenz                                       |
|                                                      | Bücherregal   | Bludenz                          | Bludenz   | Apr. 2021     | Das Offene Bücherregal im Foyer des Kundencenters der örtlichen Sparkasse ist mit einer Bankomatkarte jederzeit zugänglich. | ⊙ Sparkassenplatz 1 / Wichnerstraße 6, 6700 Bludenz                   |
|                                                      | Bücherregale  | Bludenz                          | Bludenz   | 2014          | Die Bildmontage zeigt das von Rathausbediensteten betreute aus zwei Modulen bestehende Offene Bücherregal beim Getränkeautomat im Erdgeschoß vom Bludenzer Rathaus, wo es sich seit Herbst 2014 befindet; zugänglich während der Öffnungszeiten (Stand Ende März 2025): Montag bis Donnerstag von 07.30 bis 16.30h sowie freitags von 07.30 bis 12.00h. | ⊙ Werdenbergerstraße 42, 6700 Bludenz                                 |
|                                                      | Bücherschrank | Brand                            | Bludenz   | 2019          | Der Offene Bücherschrank an der Hecke zum Friedhof der Pfarrkirche Mariä Himmelfahrt wurde zu Sommerbeginn 2019 im Rahmen des Programms „familieplus“ des Landes Vorarlberg am Spielplatz vom örtlichen Kindergarten (der sich im Gebäude „zemmako“ befindet) aufgestellt. | ⊙ Gufer 48, 6708 Brand                                                |
|                                                      | Bücherschrank | Brand                            | Bludenz   | 2019          | Der Offene Bücherschrank unterhalb vom Hotel Valavier am Spazierweg „Alvierbachweg“ beim Fluss Alvier wurde zu Sommerbeginn 2019 im Rahmen des Programms „familieplus“ des Landes Vorarlberg in der Nähe eines Grillplatzes aufgestellt. | ⊙ Alvierbachweg/in der Nähe von Mühledörfle 21, 6708 Brand            |
|                                                      | Schrank       | Bregenz-Mehrerau                 | Bregenz   |               | [ 7 ] | ⊙ Beim Kiosk in Neu Amerika                                           |
|                                                      | Schrank       | Bregenz-Vorkloster               | Bregenz   |               | | ⊙ Park Mariahilf                                                      |
|                                                      | Bücherschrank | Dornbirn, Stadtbezirk Markt      | Dornbirn  | Jan. 2022     | Der von der „Projektwerkstatt“ initiierte und von der Stadtbibliothek betreute „Offene Bücherschrank“ steht im Kulturhauspark hinter dem Dornbirner Kulturhaus. | ⊙ Park zwischen Klaudiastraße und Bergmannstraße, 6850 Dornbirn       |
|                                                      | Bücherschrank | Dornbirn, Stadtbezirk Hatlerdorf | Dornbirn  | Jan. 2022     | Der Offene Bücherschrank steht beim Wegkreuz in der Nähe des Hatler Brunnens. | ⊙ Ecke Hatlerstraße / Badgasse (bei Adlergasse 1), 6850 Dornbirn      |
|                                                      | Bücherschrank | Dornbirn, Stadtbezirk Oberdorf   | Dornbirn  | Jan. 2022     | Der Offene Bücherschrank steht gegenüber der nordöstlichen Seite der römisch-katholischen Stadtpfarrkirche hl. Sebastian. | ⊙ Oberdorferstraße 11, 6850 Dornbirn                                  |
|                                                      | Bücherschrank | Dornbirn, Stadtbezirk Rohrbach   | Dornbirn  | Jan. 2022     | Der Offene Bücherschrank steht am Friedhof Rohrbach in der Nähe des Ruheplatzes mit der Brunnenskulptur von Gerhard Winkler beim nordöstlichen Zugang. | ⊙ Rohrbach 74, 6850 Dornbirn                                          |
|                                                      | Bücherschrank | Dornbirn, Stadtbezirk Schoren    | Dornbirn  | Jan. 2022     | Der Offene Bücherschrank steht bei der Wassertrete in der Nähe der Sozialeinrichtung „Treffpunkt an der Ach“, die sich im Gebäude des ehemaligen Altersheims befindet. | ⊙ Höchster Straße 30a, 6850 Dornbirn                                  |
|                                                      | Bücherschrank | Feldkirch, Stadtteil Gisingen    | Feldkirch | Juni 2020     | Der „Offene Bücherschrank“ steht am Quartier Illufer beim Zugang zum neuen Spielplatz Hämmerlestraße. | ⊙ Hämmerlestraße/Fabrikweg, 6800 Feldkirch                            |
|                                                      | Bücherschrank | Feldkirch, Stadtteil Gisingen    | Feldkirch | 2020          | Der „Offene Bücherschrank“ steht bei der Bushaltestelle „Sebastianplatz“ vor der gleichnamigen Volksschule. | ⊙ in der Nähe von Sebastianplatz 1, 6800 Feldkirch                    |
|                                                      | Bücherschrank | Feldkirch, Stadtteil Altenstadt  | Feldkirch | 2020          | Der „Offene Bücherschrank“ steht am Vorplatz (Kirchplatz) der Pfarrkirche Altenstadt-St. Pankrazius und Zeno. | ⊙ Reichsstraße 1, 6800 Feldkirch                                      |
|                                                      | Bücherschrank | Feldkirch, Stadtteil Tosters     | Feldkirch | 2020          | Der „Offene Bücherschrank“ steht neben der VVV-Bushaltestelle „Tosters“ bei der Volksschule. | ⊙ in der Nähe von Egelseestraße 58, 6800 Feldkirch                    |
|                                                      | Bücherschrank | Feldkirch                        | Feldkirch | 17. Okt. 2012 | Der „Offene Bücherschrank“ bei der Bushaltestelle „Katzenturm“ zwischen Katzenturm und dem Abgang zur Tiefgarage/WC war als erster seiner Art in Feldkirch eine Initiative der Abteilung Kultur und Bildung der Stadt, der Stadtbibliothek und der lokalen Büchereien anlässlich der Aktionswoche „Österreich liest – Treffpunkt Bibliothek“ im Jahr 2012 und wurde 2020 aufgrund der Vereinheitlichung der Feldkircher Bücherschränke neu gestaltet.                                                                               | ⊙ Hirschgraben/Herrengasse 18, 6800 Feldkirch                         |
|                                                      | Schrank       | Feldkirch, Stadtteil Nofels      | Feldkirch | 2020          | Der „Offene Bücherschrank“ steht bei der Bushaltestelle „Nofels Kirche“ in der Nähe der Alten Pfarrkirche Mariä Heimsuchung. | ⊙ Rheinstraße 5, 6800 Feldkirch                                       |
|                                                      | Bücherschrank | Feldkirch                        | Feldkirch | 2020          | Der „Offene Bücherschrank“ (eine Initiative der Abteilung Kultur und Bildung, der Stadtbibliothek und der Büchereien Feldkirch) befindet sich am mittleren Steig (B/C) des Busbahnhofes vor dem Bahnhof Feldkirch. | ⊙ Bahnhofstraße 40–42, 6800 Feldkirch                                 |
|                                                      | Bücherschrank | Feldkirch, Ortsteil Tisis        | Feldkirch | 30. Sep. 2022 | Der Offene Bücherschrank steht im Dorfpark bei der „Braugaststätte Löwen Tisis“. | ⊙ Dorfstraße 28, 6800 Feldkirch                                       |
|                                                      | Bücherschrank | Frastanz                         | Feldkirch | 2012          | Der Bücherschrank steht in der Nähe vom Bürgerservice beim Gemeindepark gegenüber vom Rathaus. | ⊙ gegenüber von Sägenplatz 1, 6820 Frastanz                           |
|                                                      | Schrank       | Frastanz                         | Feldkirch | Juli 2014     | Der Bücherschrank steht in der Nähe des Kiosks im Naturbad Untere Au. | ⊙ Naturbad Untere Au                                                  |
|                                                      | Bücherschrank | Fußach                           | Bregenz   | März 2022     | Der Offene Bücherschrank („Nimm- und Bring-Bibliothek der Bücherei Fußach“) steht neben der Zahnarztpraxis von Dr. Magomed Aydiev bei der örtlichen Bücherei und Spielothek. | ⊙ Herrenfeld 2, 6972 Fußach                                           |
|                                                      | Bücherschrank | Göfis                            | Feldkirch | 2014          | Der Offene Bücherschrank steht im „Spiel- und Freiraum bugo-Garten“ hinter der örtlichen Bücherei und wird von dieser auch betreut. | ⊙ Büttels 3,6811 Göfis                                                |
|                                                      | Bücherschrank | Götzis                           | Feldkirch | 2019          | Der grüne Bücherschrank aus Metall (Aufschrift auf der Rückseite: „Cazzeses 842 – Buchstabensuppe“) gegenüber der Villa am Garnmarkt (Geschäft „Si Brautmode“) in der Nähe des Weltladens war ein schulübergreifendes Projekt zur Leseförderung unter der Leitung von Andreas Hubert Proksch durch Lehrlinge diverser Landesberufsschulen (LBS) und wird vom Literaturhaus Schanett betreut | ⊙ Am Garnmarkt 4a/Hauptstraße 21a, 6840 Götzis                        |
|                                                      | Bücherschrank | Hard                             | Bregenz   | Juni 2016     | Der vom „Netzwerk mehr Sprache“ initiierte und von der Einrichtung „Offene Jugendarbeit“ des „Vereins Sozialsprengel Hard“ hergestellte „Offene Bücherkasten“ steht in einer Nische rechts vom Eingang zum Rathaus. | ⊙ Marktstraße 18, 6971 Hard                                           |
|                                                      | Telefonzelle  | Hard                             | Bregenz   |               | Die Bücherzelle beim „Alma Käslädele“ im alten Gebäude der ehemaligen Käsefabrik der Rupp AG wird von Mitarbeitern des Alma-Flohmarkts betreut. | ⊙ Rheinstraße 1 / Ecke Oberer Achdamm, 6971 Hard                      |
|                                                      | Bücherschrank | Höchst                           | Bregenz   |               | Offener Bücherschrank | ⊙ Parkplatz an der Ecke Franz-Reiter-Straße und Schulweg, 6973 Höchst |
|                                                      | Bücherschrank | Hohenems                         | Dornbirn  | Juni 2021     | Der auf Initiative der der Bildungsabteilung Stadt Hohenems von Mitarbeitern des Ausbildungszentrum Vorarlberg in der Schlosserei in Röthis aus Cortenstahl hergestellte „Offene Bücherschrank“ steht beim „Spielplatz am Dämmle“ und verfügt über eine durch Photovoltaik mit Strom versorgte Beleuchtung. | ⊙ in der Nähe von Eisplatzstraße 32, 6845 Hohenems                    |
|                                                      | Bücherschrank | Hohenems                         | Dornbirn  | Juni 2021     | Der auf Initiative der Bildungsabteilung der Stadt Hohenems von Mitarbeitern des Ausbildungszentrum Vorarlberg in der Schlosserei in Röthis aus Cortenstahl hergestellte „Offene Bücherschrank“ steht beim Nibelungenbrunnen in der Nähe des Figurenbildstocks des hl. Johannes Nepomuk gegenüber vom „Business Hotel Valerian“ und verfügt über eine durch Photovoltaik mit Strom versorgte Beleuchtung. | ⊙ Schloßplatz, 6845 Hohenems                                          |
|                                                      | Bücherschrank | Lauterach                        | Bregenz   | 2019          | Der Bücherschrank („Bücher-Box“) wurde im Zuge der Neugestaltung vom Westufer des Jannersees beim südwestlichen Zugang in der Nähe der WC-Anlage aufgestellt. | ⊙ in der Nähe von Sackstraße 3, 6923 Lauterach                        |
|                                                      | Bücherschrank | Lauterach                        | Bregenz   | 2016          | Der Offene Bücherschrank („Bücher-Box“) wurde auf Initiative von Bildungsreferentin und Vizebürgermeisterin Doris Rohner (ÖVP) am Spielplatz „Kinderbaustelle“ am Zaun zum Vereinshaus Lauterach in der Nähe der „Alten Säge“ aufgestellt. | ⊙ gegenüber von Hofsteigstraße 4, 6923 Lauterach                      |
| Bücherbox beim Rathauspark in Lustenau               | Metallschrank | Lustenau                         | Dornbirn  | 2015          | Die vom Schlosser Gerhard Ritter und Grafikdesigner Roland Schuster gestaltete „Bücher-Box“ war die erste ihrer Art in der Marktgemeinde und steht gegenüber vom Rathaus neben einer Litfaßsäule im „Rathauspärkli“ in der Nähe der Pfarrkirche St. Peter und Paul | ⊙ gegenüber von Rathausstraße 1, 6890 Lustenau                        |
| Bücherbox im Parkbad in Lustenau                     | Bücherschrank | Lustenau                         | Dornbirn  | 2017          | Die „Bücher-Box“ (ein Metallschrank) steht im örtlichen Freibad „Parkbad“ in der Nähe des Eingangs gegenüber vom Freiluftschachfeld; zugänglich während der Öffnungszeiten (Stand Sommer 2022): 09.00 bis 19.30h | ⊙ Mühlefeldstraße 21, 6890 Lustenau                                   |
| Bücherbox beim Kindergarten Rheindorf in Lustenau    | Bücherschrank | Lustenau, Ortsteil Rheindorf     | Dornbirn  | 2018          | Die „Bücher-Box“ (ein Metallschrank) steht in der Nähe des Eingangs auf der nordöstlichen Seite des Gebäudes vom Kindergarten Rheindorf. | ⊙ Neudorfstraße 7, 6890 Lustenau                                      |
| Bücherbox beim Kindergarten am Engelbach in Lustenau | Bücherschrank | Lustenau                         | Dornbirn  |               | Die „Bücher-Box“ (ein Metallschrank) steht auf dem Vorplatz des Kindergarten am Engelbach | ⊙ Hasenfeldstraße 35, 6890 Lustenau                                   |
|                                                      | Bücherschrank | Mäder                            | Feldkirch | 2019          | Der auf Initiative der Gemeinde Mäder und der örtlichen Bücherei- und Spielothek aufgestellte „Offene Bücherschrank“ befindet sich auf dem Vorplatz vom Gebäude „Betreubares Wohnen Brühl“. | ⊙ Brühl 3, 6841 Mäder                                                 |
|                                                      | Bücherschrank | Nenzing, Ortsteil Dorf           | Bludenz   | 2022          | Der vom Umweltausschuss der Marktgemeinde Nenzing unter Obfrau Melitta Gassner initiierte und von Lehrlingen der Firma Geiger Technik gebaute Offene Bücherschrank steht seit Herbst 2022 im Mengpärkle beim Mengbächle. | ⊙ Ecke Am Kanal/Grienegg, 6710 Nenzing                                |
|                                                      | Bücherschrank | Nenzing, Ortsteil Heimat         | Bludenz   | 2022          | Der vom Umweltausschuss der Marktgemeinde Nenzing unter Obfrau Melitta Gassner initiierte und von Lehrlingen der Firma Geiger Technik gebaute Offene Bücherschrank steht seit Herbst 2022 am Spielplatz im Ortsteil Heimat und wird von der FPÖ-Gemeinderätin und ehemaligen Abgeordneten zum Vorarlberger Landtag Kornelia Spiß betreut. | ⊙ gegenüber von Riedstraße 44, 6820 Nenzing                           |
|                                                      | Bücherschrank | Rankweil                         | Feldkirch | 2012          | Der als Projekt der Marktgemeinde Rankweil aus der Leseoffensive des Landes Vorarlberg in Verbindung mit dem Projekt „familieplus“ sowie dem „Netzwerk mehr Sprache“ hervorgegangene und vom überbetrieblichen Ausbildungszentrum Rankweil und Hohenems hergestellte „Offene Bücherschrank“ steht am Marktplatz beim Sankt-Peter-Gässele (nächst Bahnhofstraße 11) in der Nähe des gleichnamigen Restaurants (Bar-Lounge). | ⊙ Marktplatz 1, 6830 Rankweil                                         |
|                                                      | Bücherschrank | Rankweil, Ortsteil Brederis      | Feldkirch | 13. Juni 2014 | Der von Lehrlingen der Firma Hirschmann Automotive gefertigte Schrank wurde im Rahmen der „familieplus-Aktionswoche“ hinter dem „Seeblick Stüble“ gegenüber der WC- und Duschanlage beim Paspels-Badesee aufgestellt. | ⊙ Gisinger Straße 4, 6830 Rankweil                                    |
|                                                      | Bücherschrank | Satteins                         | Feldkirch | 16. Sep. 2015 | Der Offene Bücherschrank im Geißenpärkle bei der Brücke über den Pfudidetschbach wird von der örtlichen Bibliothek betreut. | ⊙ gegenüber von Frastanzer Straße 44, 6822 Satteins                   |
|                                                      | Telefonzelle  | St. Anton im Montafon            | Bludenz   | Juli 2021     | Die Bücherzelle („Üser Büacherschrank“) steht beim Schulplatz zwischen Volksschule und Kindergarten. | ⊙ Montafonerstraße 62, 6771 St. Anton im Montafon                     |
|                                                      | Telefonzelle  | St. Anton im Montafon            | Bludenz   | Juli 2021     | Das Ensemble mit Bücherzelle („Üser Büacherschrank“), Anschlagtafel, Brunnen und Sitzbank befindet sich am Oberen Dorfplatz. | ⊙ nächst Dorfstraße 40, 6771 St. Anton im Montafon                    |
|                                                      | Bücherregal   | Tschagguns                       | Bludenz   |               | Der „Offene Bücherschrank“ befindet sich im Gemeindezentrum Tschagguns, welches der obere Teil der Bildmontage von außen zeigt; zugänglich während der Öffnungszeiten (Stand Ende März 2025): Montag von 08.00 bis 12.00h und von 13.30 bis 18.00h sowie Dienstag bis Freitag von 08.00 bis 12.00h. | ⊙ Latschaustraße 1, 6774 Tschagguns                                   |
|                                                      | Bücherregal   | Vandans                          | Bludenz   | Apr. 2023     | Das vierseitige Offene Bücherregal („Öffentlicher Bücherschrank“) im Foyer des Gemeindeamts Vandans ist eine Initiative des lokalen e5-Teams (Verein „e5 Österreich – Programm für energieeffiziente Gemeinden“) und wird vom Mitglied der Gemeindevertretung Doris Doblinger von der Partei „Gemeinsam für Vandans“ betreut; zugänglich von Montag bis Freitag von 07.00 bis 21.00h sowie am Sonntagvormittag von 08.00 bis 12.00h (Stand Juli 2024). Die Bildmontage zeigt das Regal von zwei Seiten sowie das Gebäude von außen. | ⊙ Dorfstraße 26, 6773 Vandans                                         |
|                                                      | Bücherschrank | Wolfurt                          | Bregenz   | 2017          | Der mit einer Sitzgelegenheit ausgestattete Offene Bücherschrank mit der Bezeichnung „Wortschatz“ zwischen Spielplatz und der Kinderarztpraxis von Dr. Armin Winder war als einer von insgesamt vier in der Marktgemeinde ein Maturaprojekt und wurde in der Lehrlingswerkstatt der Fa. Doppelmayr gefertigt. | ⊙ Kirchstraße 43 / Marktplatz, 6922 Wolfurt                           |
|                                                      | Bücherschrank | Wolfurt, Ortsteil Rickenbach     | Bregenz   | 2017          | Der Offene Bücherschrank mit der Bezeichnung „Wortschatz“ am Spielplatz Rickenbach hinter der Sankt-Josefs-Kapelle war als einer von insgesamt vier in der Marktgemeinde ein Maturaprojekt und wurde in der Lehrlingswerkstatt der Fa. Doppelmayr gefertigt. | ⊙ Dornbirner Straße 2, 6922 Wolfurt                                   |
|                                                      | Büchervitrine | Wolfurt                          | Bregenz   | 2017          | Die Offene Büchervitrine mit der Bezeichnung „Wortschatz“ bei der Bushaltestelle „Rathaus-Cubus“ an der westlichen Seite des Gebäudes mit dem „Buch&Spiel Verleih“ und der „Musikschule am Hofsteig“ (Adresse: Sternenplatz 7) war als eine von insgesamt vier Bücherschränken in der Marktgemeinde ein Maturaprojekt und wurde in der Lehrlingswerkstatt der Fa. Doppelmayr gefertigt. | ⊙ Schulstraße 1, 6922 Wolfurt                                         |
|                                                      | Bücherschrank | Wolfurt                          | Bregenz   | 2017          | Der Offene Bücherschrank mit der Bezeichnung „Wortschatz“ am „Spielplatz an der Ach“ war als einer von insgesamt vier Bücherschränken in der Marktgemeinde ein Maturaprojekt und wurde in der Lehrlingswerkstatt der Fa. Doppelmayr gefertigt. | ⊙ Dammstraße 29, 6922 Wolfurt                                         |

## Liste ehemaliger Bücherschränke
| Bild                                                   | Ausführung    | Ort      | Seit          | abgebaut (festgestellt) | Anmerkung | Lage                                  |
| ------------------------------------------------------ | ------------- | -------- | ------------- | ----------------------- | --- | ------------------------------------- |
|                                                        | Bücherschrank | Bludenz  |               |                         | Der Bücherschrank auf der Gesundheitsmeile im SeneCura-Laurentius-Park beim Bludenzer Landeskrankenhaus musste wegen des schlechten Zustands abgebaut werden.                                                                                         | ⊙ Spitalgasse 14, 6700 Bludenz        |
|                                                        | Schrank       | Bregenz  |               | Aug. 2024               | Der wegen Bauarbeiten an die Seepromenade verlegte Bücherschrank stand ursprünglich beim Fischersteg am Eingang zur östlichen Bahnsteigunterführung.                                                                                                  | ⊙ Seeanlagen                          |
| Bücherschrank im Gasthaus s'Marend in Ebnit (Dornbirn) | Bücherschrank | Dornbirn | 2023          | 2023                    | Der Bücherschrank stand im Gastraum der Jausenstation s'Marend und war während der Öffnungszeiten frei zugänglich. | ⊙ Ebnit 52, 6850 Dornbirn             |
| Bücherbox im Hasenfeldpark in Lustenau                 | Bücherschrank | Lustenau | 2016          |                         | Die „Bücher-Box“ aus Metall stand am Spielplatz Hasenfeld-Park. | ⊙ Hasenfeldstraße 12, 6890 Lustenau   |
|                                                        | Telefonzelle  | Vandans  | 22. Aug. 2020 |                         | Die von der „Offenen Liste Vandans und Die Grünen“ (OLV) initiierte Bücherzelle wurde auf einem Privatgrundstück aufgestellt und ist nach der Übersiedlung der dort wohnhaften Familie derzeit (November 2022) in der Rellstalstraße zwischengelagert | ⊙ Obere Venserstraße 23, 6773 Vandans |